# Лиственка (приток Черёхи)
Лиственка — река в России, протекает по Порховскому и Островскому районам Псковской области, небольшой участок русла у истока находится в Новоржевском районе. Устье реки находится в 102 км по правому берегу реки Черёха у деревень Желавкино, Сакирино. Длина реки составляет 46 км, площадь водосборного бассейна 370 км².
В 26 км от устья, по правому берегу реки впадает река Лучинка. В 6 км от устья, по правому берегу реки впадает река Левоша.

## Данные водного реестра
По данным государственного водного реестра России относится к Балтийскому бассейновому округу, водохозяйственный участок реки — Великая. Относится к речному бассейну реки Нарва (российская часть бассейна).
Код объекта в государственном водном реестре — 01030000212102000029201.